# 三浦惠子
三浦惠子（MIURA Keiko，1975年3月16日—），岐阜縣出生，日本女子曲棍球運動員，亦為日本國家女子曲棍球隊成員。畢業於陽南中学校、岐阜女子商業高校及東海女子大学。

## 簡歷
2010年11月，三浦惠子代表日本出戰廣州亞運會，參加曲棍球比賽，奪得銅牌。